# II. Frigyes badeni nagyherceg

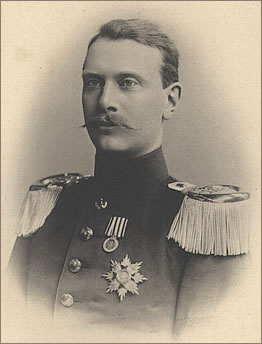
Az ifjú II. Frigyes badeni nagyherceg

II. Frigyes badeni nagyherceg (németül: Großherzog Friedrich II. von Baden, teljes nevén Friedrich Wilhelm Ludwig August; Karlsruhe, 1857. július 9. – Badenweiler, 1928. augusztus 9.) 1907–1918 között Baden nagyhercege, 1918–1928 között Baden trónigénylője és címzetes nagyhercege.

## Származása és ifjúkora
Frigyes Vilmos herceg 1857 júliusában született I. Frigyes badeni nagyherceg és Lujza porosz királyi hercegnő első gyermekeként. Oktatása magántanárok keze alatt vette kezdetét, majd szülei a karlsruhei Friedrichs-Gymnasiumba íratták be, ahol egyszerű polgárcsaládok gyermekeivel járt egy osztályba. A trónörökös herceget félénksége megakadályozta abban, hogy közelebbi kapcsolatba kerüljön osztálytársaival.
Az iskolát 1875-ben fejezte be, amikor is a karlsruhei I. badeni gránátos hadosztály 109. ezredéhez csatlakozott hadnagyi pozícióban. Mivel ez az egység egyben a Porosz Királyi Hadsereghez is tartozott, Frigyes trónörökös anyai nagyapja, I. Vilmos német császár és porosz király személyesen is részt vett a herceg tisztté avatásán. Noha belépett ugyan a seregbe, a trónörökös folytatta tanulmányait. Egy római és szicíliai tanulmányi utat követően a Heidelbergi Egyetem diákjaként történelmet és jogtudományt hallgatott. A Bonni Egyetemre is járt egy ideig, ahol iskolatársa unokatestvére, a nála két évvel fiatalabb Vilmos porosz és német herceg volt. 1878–1879 között a freiburgi egyetem tanulójának számított; ám akárcsak a gimnáziumban, itt sem tanúsított nagy érdeklődést tantárgyai iránt. Szülei azonban – fel akarván készíteni az uralkodásra – hajthatatlannak bizonyultak ama tekintetben, hogy fiuk kijárja az iskolát.
1880 októberében Frigyes herceg Potsdamban tényleges katonaként beállt a Porosz Királyi Hadsereg 1. Gyalogos Testőrségi Ezredéhez. 1885-ös házasságkötése után rövid időre áthelyezték a badeni V. Gyalogsági Ezredhez, melynek fő táborozási helye Freiburgban volt; 1891–1893 között Berlinben, majd 1897-ig ismét Freiburgban teljesített szolgálatot. 1897-ben II. Vilmos császár a koblenzi VIII. Hadosztály parancsnokává nevezte ki; a herceg egészen 1901-ig e poszton maradt. Itt többek között Paul von Hindenburg volt egyik vezérkari tisztje. 1902-ben a herceg kénytelen volt leszerelni a hadseregtől, mivel haza kellett térnie Badenbe, hogy korosodó édesapjának segítsen az államügyek intézésében. A Karlsruhéban állomásozó 14. Hadosztályt a császár nem bízta a badeni trónörökösre, aki így véglegesen befejezte aktív katonai szolgálatát.

## Uralkodása
1881 novemberében Frigyes herceg régensi kinevezést kapott, mivel édesapja súlyos tífuszt kapott; a címet 1882 októberében, a nagyherceg felgyógyulása után vették el tőle. A koronát 1907. szeptember 28-án örökölte meg. Folytatta édesapja liberális szellemben folyó kormányzását; ám ennek ellenére soha nem tudott olyan mértékű népszerűségre szert tenni, mint I. Frigyes nagyherceg. Az ő támogatásával jött létre 1908-ban a Mannheimi Iskola, a későbbi Mannheimi Egyetem alapja. 1909-ben uralkodói támogatással nyitották meg a Kunsthalle Karlsruhe galériáját, amit még I. Frigyes álmodott meg a híres festő, Hans Thoma műveinek bemutatásához.
II. Frigyes kormányát 1905–1917 között Alexander von Dusch báró, 1917–1918 között Heinrich von und zu Bodman báró irányította. Az első világháborúban a nagyherceg egészségügyi okokból nem vett részt, ugyanakkor felesége a Nemzetközi Vöröskereszt tagjaként anyagi juttatásokkal segítette a kórházakat. 1918. november 10-én lemondott Bodman miniszterelnök, anélkül adva át székét a szociáldemokrata Anton Geißnek, hogy a badeni miniszterelnököket kinevező II. Frigyes nagyherceg beleegyezését adta volna. Az 1918-as forradalom a nagyhercegséget is érintette; az uralkodó és felesége a lövések elől Zwingenburg kastélyába menekült. 1918. november 22-én az Eigeltingen városa mellett fekvő Langenstein kastélyban II. Frigyes nagyherceg kénytelen volt aláírni a trónról való lemondó nyilatkozatot.
A trónigényét továbbra is fenntartó II. Frigyes és hitvese rokonuk, Robert Douglas skót gróf birtokán, a Langenstein kastélyban találtak otthonra. 1920-ban Freiburgba költöztek, mivel a volt nagyherceg gyorsan hanyatló egészségi állapota folyamatos gyógykezeléseket tett szükségessé. Élete hátralevő részében a félig vak II. Frigyes badenweileri gyógykúrákra járt. Egy ilyen kúra alkalmával hunyt el 1928. augusztus 9-én. A karlsruhei családi mauzóleumban helyezték örök nyugalomra.

## Házassága
1885. szeptember 20-án a Hohenburg kastélyban Frigyes Vilmos nőül vette Hilda nassau–weilburgi és luxemburgi hercegnőt. A hercegnő édesapját, Adolf nassaui uralkodó herceget a poroszok űzték el trónjáról 1866-ban, mikor megszállták az országát. Az e frigy révén létrejött kapcsolatok miatt nem ellenkezett a császári ház, mikor Adolf herceget 1890-ben luxemburgi nagyherceggé koronázták.
A házaspár mindkét tagja egyaránt félénk, visszahúzódó természetű volt; soha nem lettek olyan népszerűek, mint elődjük, I. Frigyes és Lujza nagyhercegné. II. Frigyes nagyherceg szerelmi házasságot kötött ugyan Hilda nassaui hercegnővel; kapcsolatukból viszont nem született gyermek. Mivel nem volt egyenes ági örököse, az uralkodó unokaöccsét, Miksa badeni herceget tette meg a badeni trón várományosának. Halála után Miksa herceg lett Baden címzetes nagyhercege és a trón igénylője.
| Előző uralkodó: I. Frigyes | Baden uralkodója 1907 – 1918 | Következő uralkodó: – Trónigénylőként Miksa badeni herceg |

## Fordítás
- Ez a szócikk részben vagy egészben a Friedrich II. (Baden, Großherzog) című német Wikipédia-szócikk ezen változatának fordításán alapul.  Az eredeti cikk szerkesztőit annak laptörténete sorolja fel. Ez a jelzés csupán a megfogalmazás eredetét és a szerzői jogokat jelzi, nem szolgál a cikkben szereplő információk forrásmegjelöléseként.